# Vilmoš Tkalec
Vilmoš Tkalec (mađarski Tkálecz Vilmos, ranije Tarcsay Vilmos) (Turnišće, 8. siječnja, 1894. – Budimpešta, 27. svibnja, 1950.) slovenski je socijaldemokrat, školmeštar (učitelj), kantor i vojnik te vladar Republike Prekmurje.
Rođen je u mjestu u južnom Prekmurju. Pred prvim ratom radio je u Črenšovcima (Cserföld), kod Lendve. 1917. godine borio se u Rusiji.
1919. godine mađarski komunisti su proglasili Sovjetsku Republiku Mađarsku. U to vrijeme Tkalec je bio ratni prodavač u Murskoj Soboti i kradom krijumčario u Štajersku.
29. svibnja proglasio je Republiku Prekmurje da istjeriva mađarske vlasti, koje su ga htjele uhititi zbog krijumčarenja. Prekomurski Slovenci nisu poduprli Tkalca i Republika je bila srušena od strane mađarskih i srpskih vojnika.
Tkalec je pobjegao u Austriju. 1920. godine radio je u mjestu Nagykarácsony. Ranije je promijenio svoje ime i živio kao Vilmos Tarcsay. Napisao je i prekomurski udžbenik Vend-szlovenszka kniga cstenyá 1939. godine. Umro u Budimpešti.

## Vanjske poveznice
- László Göncz: Prekmurje, 1919 (mađarski)  Arhivirana inačica izvorne stranice od 21. srpnja 2011. (Wayback Machine)